# Tŕnie
Tŕnie és un poble i municipi d'Eslovàquia que es troba a la regió de Banská Bystrica. La primera menció escrita de la vila es remunta al 1393.

## Demografia
| Godina             | 1994 | 2004   | 2014    | 2024   |
| ------------------ | ---- | ------ | ------- | ------ |
| Nombre de persones | 347  | 362    | 417     | 427    |
| Diferència         |      | +4,32% | +15,19% | +2,39% |

| Godina             | 2023 | 2024   |
| ------------------ | ---- | ------ |
| Nombre de persones | 429  | 427    |
| Diferència         |      | −0,46% |